# Estigmene normalis
Estigmene normalis är en fjärilsart som beskrevs av Rothschild 1914. Estigmene normalis ingår i släktet Estigmene och familjen björnspinnare. Inga underarter finns listade i Catalogue of Life.